# Chaetodus pax
Chaetodus pax är en skalbaggsart som beskrevs av Federico Ocampo 2006. Chaetodus pax ingår i släktet Chaetodus och familjen Hybosoridae. Inga underarter finns listade i Catalogue of Life.